# Hindsia sessilifolia
Hindsia sessilifolia är en måreväxtart som beskrevs av Di Maio. Hindsia sessilifolia ingår i släktet Hindsia och familjen måreväxter. Inga underarter finns listade i Catalogue of Life.